# Cuerno Azulado
«Cuerno Azulado» es una canción de música regional mexicana de los cantantes mexicanos Natanael Cano y Gabito Ballesteros. Fue publicada como parte del álbum Nata Montana el 30 de junio de 2023.
Musicalmente la canción es un corrido tumbado con arreglos de música regional mexicana, su lírica hace apología del delito y del crimen organizado, haciendo referencia al Cartel de Sinaloa y a personas destacadas dentro de la organización como Iván Archivaldo Guzmán Salazar o Joaquín Guzmán Loera, al que le dedican las líneas «JGL pa' presidente» o «Voten por Joaquín en las elecciones». Posteriormente, la canción fue censurada de las plataformas de streaming.
La letra relata una supuesta conexión entre el cártel y el gobierno de México para facilitar el proceso del narcotráfico por medio de pactos o sobornos, así como hace referencia al «culiacanazo» de 2019 y al estilo de vida ostentoso y peligroso de las personas involucradas a la organización.

A mediados de 2023, la canción fue viral en plataformas como TikTok, YouTube o  Facebook debido a la polémica letra de la canción.

## Censura y controversias

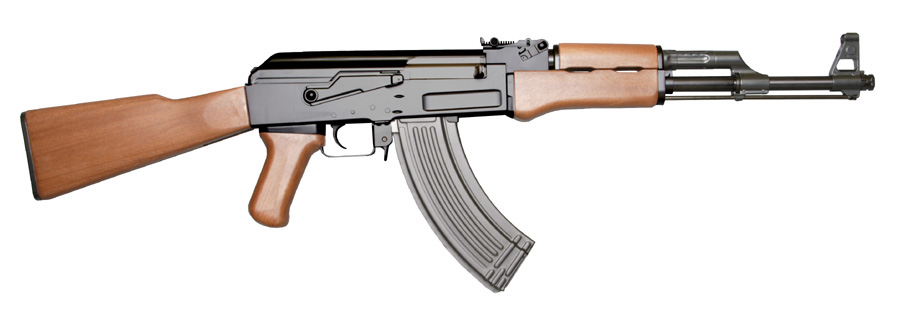
El título de la canción hace referencia a un rifle AK-47, que es conocido coloquialmente como "cuerno de chivo" en México

Pocos días después del lanzamiento del álbum Nata Montana, los usuarios se percataron de que la canción había sido censurada de las plataformas de streaming, Posteriormente el álbum se relanzó con el motivo de arreglar fallas en las plataformas, pero ahora sin incluir esta canción entre su lista.  
Ni el autor ni el gobierno de México han dado una respuesta exacta de por qué se tomo esta decisión, aunque algunos usuarios aseguran que se debió a la apología del delito, o incluso, que fue una orden de los altos mandos del cartel. 
A pesar de esto, Cano ha interpretado la canción en varios de sus conciertos, llegando incluso a ser sancionado con una multa después de un concierto en Chihuahua. 
La canción ha sido distribuida de forma ilegal por algunos fanes que pudieron grabarla antes de su eliminación a través de las redes sociales. 
El 17 de febrero de 2024, Cano distribuyó el máster de la canción a través de WeTransfer, y al mismo tiempo anunció que la fecha de publicación del video oficial sería el 18 de febrero. A pesar de esto, la canción no ha sido reintroducida a las plataformas de streaming, y el video oficial tampoco ha sido publicado.